# Marc Bitzer
Marc Robert Bitzer (Balingen, 1965) è un dirigente d'azienda tedesco.

## Biografia
Laureato in economia all'Università di San Gallo nel 1991, co-fondatore della multinazionale Simex Trading AG, nello stesso anno diventa consulente della multinazionale statunitense Boston Consulting Group, di cui in seguito diviene vicepresidente delle filiali di Monaco di Baviera e di Toronto. Nel 1999, entra alla Whirlpool Corporation, dove inizialmente ricopre cariche dirigenziali nella consociata europea della multinazionale statunitense, la Whirlpool Europe, di cui diviene presidente nel 2006.
Nel 2015, entra nel board della Whirlpool Corporation, al quartier generale di Benton Harbor. Due anni più tardi, nel 2017, Jeff M. Fettig, CEO di Whirlpool Corporation, nomina Bitzer suo successore alla conduzione del Gruppo americano, di cui diventa presidente e amministratore delegato, il primo di nazionalità straniera.
Nel 2021, diventa membro supervisore del board della casa automobilistica tedesca BMW.